# 카라쿨종

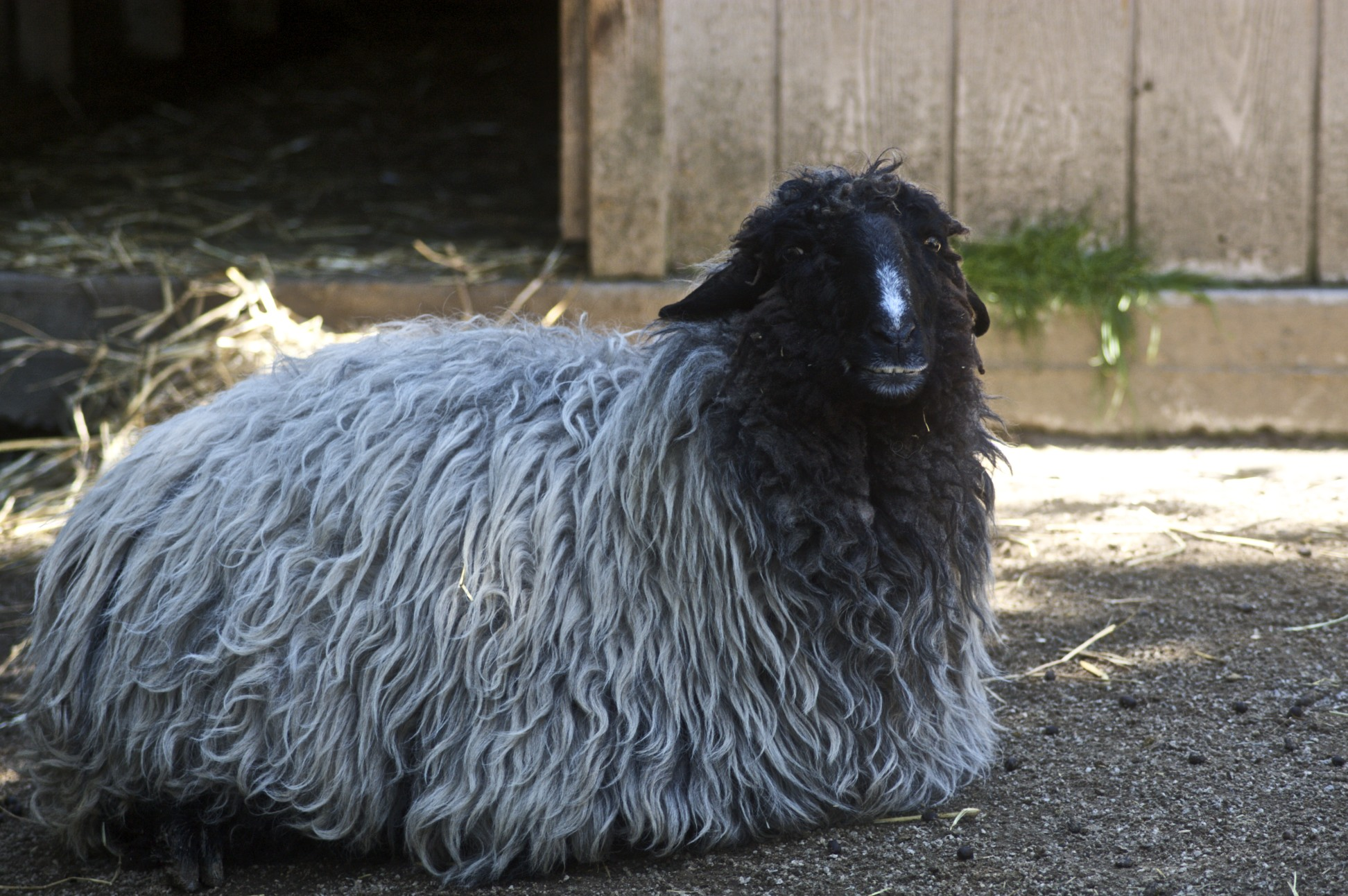

카라쿨종(Karakul, Qaraqul)은 가축양의 품종의 하나이다. 모피를 얻기 위해 사육하는 종으로 중앙아시아가 원산지이다. 일부 고고학적 증거에 따르면 카라쿨종은 기원전 1400년 이후 계속해서 길러진 것으로 간주된다.
몸집이 작고 털이 거칠며 회갈색이나 새끼의 털은 검은색이고 곱슬곱슬하다. 모피의 품질은 어릴수록 좋기 때문에 분만 예정일보다 일찍 낳은 새끼양의 털가죽은 브로드테일이라 하여 여성용 고급 코트를 만드는 데 쓰인다.
현재 카라쿨종은 위기종으로 나열되어 있다.